# Авагян, Армен Мишаевич
Армен Мишаевич Авагян (род. 9 августа 1991) — российский самбист и дзюдоист, серебряный и бронзовый призёр чемпионатов России по дзюдо. Мастер спорта России по самбо и дзюдо.
Занимался в Туапсинской спортивной школе № 1 (тренер — Джанболет Нагучев).
В 2011 году завоевал бронзу на чемпионате России в Казани (в категории до 66 кг). В 2013 году на чемпионате России в Санкт-Петербурге в той же весовой категории получил серебро.

## Спортивные достижения

### Звания
- Мастер спорта России по самбо[1].
- Мастер спорта России по дзюдо[4].

### Чемпионаты

#### Юниорские чемпионаты
- Первенство России по самбо (2011)[5].
- Первенство Европы по самбо (2011)[6].

#### Взрослые чемпионаты
- Чемпионат России по дзюдо (2011)[7][1].
- Чемпионат России по дзюдо (2013)[1].
- Чемпионат России по самбо (5 место, 2016)[1].